# Poul Edvard Rasmussen
Poul Edvard Rasmussen, född 29 oktober 1776 i Farum, död där 18 juli 1860, var en dansk musiker och musikutgivare.
Rasmussen, som var bondeson, kom genom Edvard Storms försorg till Köpenhamn och blev student 1794. Senare tog han juridisk examen och anställdes som auditör i danska marinen 1802, men tog avsked 1809. Han återvände kort därefter till sin hemort och stannade där till sin död, huvudsakligen sysselsatt med musik. År 1811 hade han redan komponerat den välkända melodin till Danmark dejligst Vang og Vænge; senare sysslade han med folkvisor och utgav tillsammans med Rasmus Nyerup Udvalg af danske Viser fra Midten af det 16de Aarhundrede til hen imod Midten af det 18de (1–2, 1821). Rasmussen var vidare den förste i Danmark, som ägnade sig åt stenografi; han utgav Dansk Kortskrivning (1812).